# Дмитрово (Селижаровский район)
Дмитрово — деревня в Селижаровском районе Тверской области. Центр Дмитровского сельского поселения.

Расположено в 16 километрах к юго-западу от районного центра Селижарово.

В 1997 году — 31 хозяйство, 72 жителя. Школа, библиотека, магазин, медпункт.

Население по переписи 2002 года — 77 человек, 32 мужчины, 45 женщин.

В 2003 году сгорела основная школа в деревне Дмитрово и обучающихся стали возить в Максимковскую основную общеобразовательную школу.
С конца XVIII века деревня относилась к Осташковскому уезду Тверской губернии.
В 1859 во владельческой деревне Дмитрово 36 дворов, 214 жителей.
Во второй половине XIX века деревня — центр Дмитровской волости Осташковского уезда, относилась к приходу церкви Рождества Христова на погосте Песочня. В 1889 году — 49 дворов, 271 житель.
1918-23 годах Дмитрово — центр одноимённого сельсовета и волости Осташковского уезда (63 двора, 161 житель).
В 1935—1990 годах — центр сельсовета Калининской области.
В 1956 году установлен памятник на братской могиле красноармейцов, погибших на территории Дмитровского сельского Совета в 1941-42 годах. Всего захоронено 114 воинов.

## Население
| 1859 | 1889 | 1997 | 2002 | 2010 |
| ---- | ---- | ---- | ---- | ---- |
| 200  | ↗271 | ↘72  | ↗77  | ↘49  |